# Gongorismo

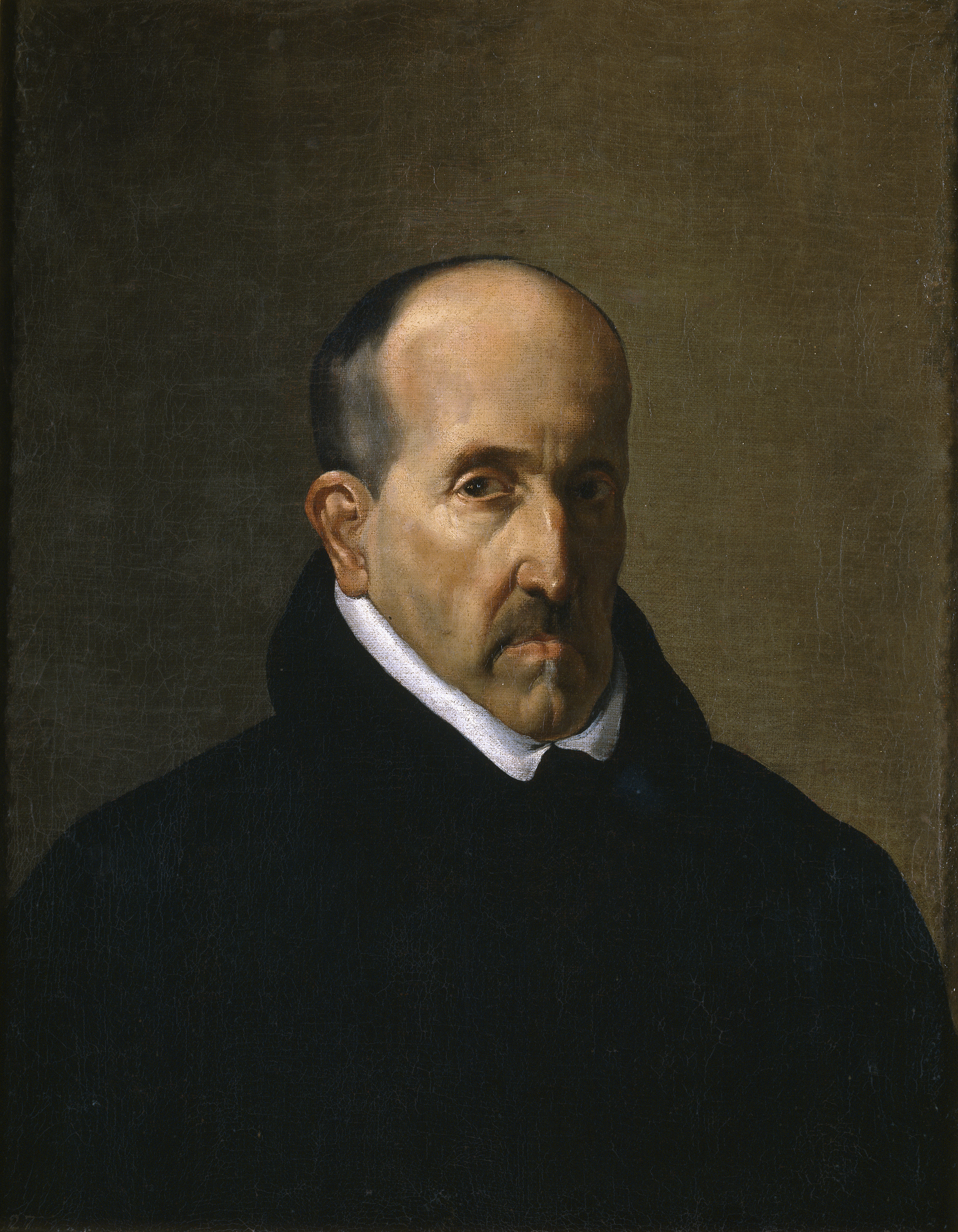
Luis de Góngora

El gongorismo se refiere a la especial influencia que tuvo la poesía de Luis de Góngora en la tradición literaria española del siglo XVI y XVII, manifestada en la adopción de su manera de concebir la lengua: libertad y flexibilidad en el empleo de recursos formales (ya usados) como el hipérbaton, los neologismos, y otros menos comunes como el acusativo griego y el ablativo absoluto, con el propósito de brindar a la lengua la máxima capacidad expresiva, musicalidad y economía. La aceptación y acogimiento de este estilo por parte de los poetas, sobre todo de la Nueva España, es resultado de una elección estética y artística razonada y no solo por moda. En contraposición con lo que la crítica denominó culteranismo, el estilo gongorista no es solamente una imitación de recursos formales que nada más oscurecen la composición, sino que se trata de una adquisición fundamental que modifica la personalidad del mismo artista.
Es a partir de las grandes obras de Góngora, las Soledades y Polifemo, que surge un nuevo planteamiento teórico y práctico en torno a la literatura, y un cambio de mentalidad estética sobre la poesía en los Siglos de Oro. Es en el gongorismo donde el poema despliega su grandeza, sus atributos estilísticos y la agudeza perceptiva del autor: las relaciones que el poeta establece entre los objetos del mundo y su concepción de éstos son rasgos que rigen su poesía y que lo conducen a exprimir las posibilidades del lenguaje hasta sus últimas consecuencias.

## Tradición literaria de los siglosXVIyXVII
Durante los siglos XVI y XVII, la tradición literaria se caracterizó por responder a un paradigma teórico compuesto, integrado principalmente por Aristóteles, Horacio y Platón. Significó el cruce de las tres corrientes de pensamiento generadas por ellos, cuyas aportaciones alimentaron la reflexión en torno al hecho literario y a los géneros.
De esta manera, varios autores de la época contribuyeron a la adaptación y difusión de la nueva doctrina y preceptiva literaria: Fernando Alonso de Herrera, catedrático de retórica en Alcalá, editó con adiciones la obra de Jorge de Trebisonda, Antonio Lulio escribió Oratione Libri septem (1554), Alfonso García Matamoros con De tribus dicendi generibus sive de recta informando styli ratione commentarius (1570), Pedro Juan Núñez autor de Institutionum rhetoricarum libri V (1593). En el tratado de Antonio Lulio se dedican los dos últimos libros al estudio Sobre la idea y sobre el decoro, al propósito de la composición literaria la cual debía ser equilibrada.
 

De la Poética de Aristóteles provino la preocupación por los géneros literarios (tragedia y comedia principalmente), cada cual con su particular manera de imitación (ritmo, lenguaje y armonía). Así lo apuntan las palabras de Edward M. Wilson:
la doctrina de que cada género tenía su propio carácter, que debía ser respetado cuidadosamente por el poeta que lo cultivaba. La comedia era una cosa; la tragedia, otra. La égloga, la elegía, la epístola, la sátira y la oda eran géneros distintos que requerían un estilo particular en cada caso. Los estilos podían ser o el alto o el mediano o el humilde, pero no se permitía que se mezclasen.
Así también advierte Horacio:
Un asunto cómico no admite que lo traten con los versos de la tragedia; y a su vez, se indigna de que la narren en versos de andar por casa, y de que casi están a la altura del zueco, la cena de Tiestes. Ha de mantener cada asunto su lugar adecuado, el que se le ha atribuido.
Junto con los géneros literarios, se introdujo la lista de los tres estilos: el alto, el humilde y el medio, coordinados con los tres deberes del escritor: instruir o informar (docere) para el humilde, deleitar para el medio (placere) y conmover para el alto (movere). Igualmente, permeaban en la tradición literaria otras doctrinas provenientes del pensamiento griego, llegadas a través de fuentes romanas como Retórica a Herenio y Quintiliano. Teorías aceptadas desde la introducción del petrarquismo en la literatura española. En estas obras se trataba de la elocución, tercera parte de la retórica, adoptando una postura preceptiva y normativa. Así, se enlistaron las cualidades y virtudes que estaba obligado a poseer el discurso para merecer una aprobación. Se dictaminó que la elocución debía contener cuatro cualidades: en primer lugar, pureza o corrección; en segundo, claridad o perspicuidad; en tercero, ornato y en cuatro lugar, decoro. De esta manera, como apunta el recato, las cuatro cualidades debían modularse en relación con la intención y el asunto de que se hablara. 
Se advierte en los siglos XVI y XVII una tradición literaria que responde a la preceptiva  cuyo eje principal exigía equilibrio entre lo que se decía y cómo se decía: entre la cualidad del objeto y las palabras utilizadas. Fue Horacio en su Epístola ad Pisones, quien dictaminó la proporción entre la importancia del fondo o contenido y la dificultad de la forma. Por ello, no se admitía el artificio libre del poeta sin una materia poética que mereciera dicho ornato, pues se descompensaría el equilibrio res-verba exigido en la composición.

## El estilo de lasSoledadesy delPolifemo: innovaciones de Góngora en el ámbito literario
El verso gongorino posee una complicada virtualidad estética, expresada a través de ciertos recursos formales. Su estilo responde a otro modo de elevar lo natural al plano estético, valiéndose del uso del lenguaje: en el uso de figuras retóricas que constituyeron una de las mayores influencias literarias del siglo XVI. A este tipo de recursos se atribuyen la oscuridad gongorina: las nuevas palabras del latín o del italiano (porque muchos lectores de la época conocían estas lenguas),  los períodos largos o a la abundancia de tropos y figuras retóricas, el uso de los vocablos de manera distinta y a la compleja relación que de esta última cuestión derivó: el concepto gongorino. Sin embargo, aquellos poetas que lograron captar la sutileza de esa conexión entre la agudeza perceptiva y el lenguaje fueron aquellos más logrados en el estilo de Góngora. 

### Léxico
No hay que olvidar que Góngora partió, inevitablemente, de elementos ya existentes en el lenguaje poético, aunado a sus propias soluciones originales. Por ejemplo, algunos de los recursos considerados típicamente gongorinos, como los cultismos, no fueron introducidos por Góngora en la lengua literaria, pues ya figuraban en léxicos anteriores a las Soledades o en obras de alta divulgación como La Celestina o en la obra de Fernando de Herrera; pero es su uso a modo de cultismo semántico, es decir, términos usuales en el léxico castellano que vuelven a su significado latino (por ejemplo, adusto=negro) que revela su agudeza lingüística, que, a su vez, expresa la agudeza de pensamiento. Así, Góngora presenta sus propias soluciones ante retos poéticos, lo que lo coloca en sitio privilegiado frente a la poesía novohispana, “siempre al día” en cuanto a modas literarias. 
En la obra aparecen una serie de vocablos que, sin ser necesariamente cultos o nuevos, aparecen con mucha frecuencia en el poema de Góngora, a modo de emblema lingüístico: breve, cerúleo, cristal, desatar, émulo, errante, espuma, grave, impedir, luciente, mentir, número, peinar, pisar, purpúreo, rayo, redimir, entre otros. También se encuentra el verbo dar, el adverbio aun y, sobre todo, la negación sola o combinada con otras partículas: no, no…sí y si…no. De la misma manera, abundan los participios vestido y calzado, seguidos del acusativo griego.

#### Gramática y sintaxis
Versos bimembres: Se trata de la división de los versos en dos estadios, normalmente contrapuestos por las conjunciones copulativas y, o, así como por la coma. Su mayor utilidad radica en finalizar una estrofa o el poema entero con recortado énfasis y con gracia. Asimismo, el verso bimembre permite la unidad balanceada de dos sensaciones semejantes o contrarias. Se da por: 
1. La repetición en la segunda parte del endecasílabo de elementos fonéticos idénticos o muy parecidos a los de la primera o por contraposición de sonidos frecuentes.
Cama de campo y campo de batalla…
Nace en sus ondas y en sus ondas muere…
Ven Himeneo, ven, ven Himeneo.
Caduco aljófar, pero aljófar bello…
O repetición de fonemas similares.
Que dulce muere y en las agua mora
2. Por repetición o contraposición de colores iguales o muy diferenciados.
O púrpura nevada, o nieve roja…
3. Por repetición en la segunda parte del verso de los  mismos elementos morfológicos o sintácticos, empleados de modo igual en la primera. 
Glauco en las aguas y en las hierbas Pales…
4. Por una fuerte pausa de sentido colocada en el centro del verso, lo que se considera como una pausa rítmica y distribuye al endecasílabo en dos zonas.
Se ríe el alba, Febo reververa…
Fórmula A si no B: se trata de adversaciones y contraposiciones expresadas en varias modalidades: A, sino B; A, si B; no B, si A; no B, sino A. Fórmulas adoptadas como una solución a un problema de su época, la antítesis o contraposición de los objetos poéticos.

##### Concepto
El concepto, a propósito de lo que decía Gracián, consiste en encontrar la correspondencia entre los objetos del mundo; los vínculos menos imaginados entre las cosas.
La crítica decimonónica ha estudiado la poesía de Góngora exclusivamente desde el punto de vista culterano, es decir, a partir del uso de palabras con significado proveniente del latín, por lo que se ha pasado por alto la posibilidad de que el concepto sea la base de la poesía gongorina y no únicamente de Quevedo.
A la luz de la interpretación de Conceptismo como arte de relaciones y metamorfosis es cuando cobra precisión la idea de un Góngora conceptista. Su arte supone un gran esfuerzo conceptista de transformismo y mutación, revelado en su uso de la metáfora y porque gran parte de su poesía radica en el equívoco. Salcedo Coronel escribe al propósito de las Soledades: “La oscuridad proviene de la ambigüedad de las voces, figura que llaman homonimia; o la que nace de la construcción, a que dicen anfibología…” Esto se observa en las dilogías o repetición de una palabra que posee dos significados: pelícano utilizado como peli-cano. Así, Góngora se liga al organismo total del arte coetáneo. También se encuentran recursos como al elusión y la alusión (extraer del seno del objeto un punto de referencia más o menos remoto para establecer con él una relación: Belerofonte= Pegaso; garzón de Ida= Ganímedes). También se encuentran las enigmáticas alegorías.

## Recepción crítica
La polémica suscitada luego de la aparición de los poemas mayores de Luis de Góngora, Soledades y Polifemo, fue el más grande foco de ideas estéticas durante el siglo XVII. Con ello se abrió un espacio de reflexión sobre la poesía.
En la primavera de 1613, tras la difusión manuscrita de dichos textos, se originó un gran estupor ante las innovaciones estéticas, sintácticas y léxicas que ahí se desarrollaban. Con esto, se despertó la controversia entre aquellos que defendían la nueva poesía de Luis de Góngora y aquellos que, siguiendo la preceptiva clásica de Aristóteles y Horacio, la rechazaban.
Góngora fue acusado, principalmente, de violar las normas de la lengua castellana y fue juzgado por su apego a la idea de la dificultad docta, que exigía una clara separación entre el público vulgar y el culto, lo cual, según Lope de Vega, desnaturalizaba el lenguaje. Así, los detractores de Góngora delataron prejuicios teóricos derivados de los principios tradicionales (claridad, equilibrio entre res-verba); mientras que sus principales defensores recurrieron al carácter del poeta que confía en su propio ingenio antes que en las reglas del arte y también en un notable énfasis en el furor poético. En el texto de Juan de Jáuregui, Antídoto contra la pestilente poesía de las Soledades (1614), las Soledades son censuradas por su novedad sin precedentes en la tradición literaria; justamente por poseer un género, una métrica y un estilo indefinidos. Por el contrario, el Examen del Antídoto (1617) escrito por Francisco Fernández de Córdoba, a modo de defensa gongorina, enaltece la oscuridad justificada con el propósito de deleite.
Otro término, altamente discutido durante la época, responde al carácter de ingenio que guarda el poema, pues esto significaba la ausencia total de una técnica. Asimismo, las Soledades representaban un ataque a la concepción de géneros que se poseía durante el siglo XVI, ya que la base de su estilo se mantenía en la mezcla de ellos: se presenta un carácter narrativo (la historia del naufragio) compuesto en metros poéticos (silva). 
En el caso de Francisco Martínez de Portichuelo, él aplicaba el término furor poético a Góngora, al que también lo denominaba como Archipoeta. Su defensa consiste en validar la oscuridad como un estimulante al estilo sublime. De la misma manera ocurre con Pedro de Valencia quien concede al poeta la soberanía con respecto a las normas genéricas, a los preceptos retóricos y a la facultad para obligar a sus receptores a cambiar de hábitos de lectura.
Por su parte, en lo que respecta a la introducción de cultismos y de palabras extranjeras, Martín Vázquez Siruela, otro apologista, argumentará en defensa del nuevo estilo al decir que solamente los grandes poetas, como Horacio o Virgilio, poseen la potestad para renovar el lenguaje. Asimismo, Vázquez Siruela, en su Discurso sobre el estilo de don Luis de Góngora y carácter legítimo de la Poética (1645 o 1648), defiende la idea de la oscuridad a través de lo escondido que se crea a partir de la confección de las palabras. En el ámbito de la defensa de la nueva poesía gongorina, se advierte la visión de un poeta en el que confluyen la naturaleza del ingenio y la erudición.
Del lado de quienes condenaban la nueva poesía, se encuentra Francisco Cascales quien defiende la claridad aristotélica. De la misma manera, Jáuregui exponía el desequilibrio entre el objeto del poeta, bastante vulgar a su parecer, con el gran ornato expuesto en la lengua, desequilibrio que no correspondía con los preceptos res- verba de Horacio. Al mismo tiempo se oponía a la introducción de extranjerismos puesto que hacían incomprensible el poema, hasta para la propia persona culta.
A partir de la tensión entre la normativa preceptista del siglo XVI y los impulsos de libertad gongorinos, las discusiones entre los teóricos y los nuevos impulsos en los creadores se hacen más evidentes, al tiempo que la tensión misma y el surgimiento del carácter moderno de la consciencia estética.

### Identificación de culteranismo y gongorismo
Previo al uso que se le dio en los siglos XVIII y XIX, el término culterano, así como los adjetivos de culto, bizarro, conceptuoso y crítico, tiene una honda tradición en las letras españolas del siglo XVI. Sin embargo, el adjetivo culto adquiere el sentido de ‘erudito’ con Góngora. El cambio indica la creación de una nueva poética, sabia y difícil, además de que se  desencadenan los resentimientos que se venían acumulando contra la erudición.
El origen de la palabra culto es italiano: ‘limado’, ‘artificioso’.” Y fue utilizado por primera vez por Bartolomé Jiménez Patón para referirse a la poesía de su tiempo. Entre su importación a España y el momento de su máxima difusión con Góngora, sufre una transformación: se identifica con él la frase extranjera, y así, Lope de Vega y Quevedo se burlan de la nueva poesía.
En cuanto al adjetivo culterano, se parece humorísticamente a luterano, pero esta forma no parece existir antes de 1622. El principal difusor de esta acepción, principalmente dentro de su poesía, fue Quevedo. Así, con el tiempo y tras las críticas negativas que Góngora recibía, el término pasó a designar un tipo de poesía relacionada con su estilo, al tiempo que se comenzó a utilizar incluso el verbo gongorizar.

## Legado en la poesía hispánica (Nueva España)
Donde más frutos dio el gongorismo fue en la Nueva España: hubo quienes se limitaron a tomar a Góngora como una mera autoridad poética, a la altura de Virgilio, como lo demuestra el certamen poético convocado en 1654 por la Real y Pontificia Universidad de México en honor a la Inmaculada Concepción, donde la competencia se basó en la copia del metro y de la rima de los poemas del Cordobés, así como en los famosos centones confeccionados con sus versos. Otros, más allá de una copia superficial, “calcaron” o copiaron las fórmulas estilísticas más representativas de Góngora. Finalmente, están aquellos que asimilaron y comprendieron la estética del modelo, el auténtico gongorismo.
Uno de los motivos fundamentales que condujo a Góngora a situarse como modelo poético en Nueva España fue su nueva forma de concebir la poesía: “El artista, lejos de aislar y recluir su objeto, ha de hacerlo entrar en relación con otro u otros objetos. Con un esfuerzo acrobático, ha de ir tejiendo una red de conexiones”. Entre los ejemplos más representativos se encuentran: Bernardo de Balbuena, Francisco de Castro, Carlos de Sigüenza y Góngora, sor Juana y Juan Carnero.
Con las obras mayores de Góngora, se comenzó la reflexión en torno a la lírica. Su empleo de cultismos y neologismos, el abuso de tropos y figuras retóricas, la dificultad de las ingeniosidades cultas y de las agudezas conceptuosas derivaron en la invención de un estilo que solamente podía asombrar por su indiscutible impenetrabilidad, al tiempo que permitió las reflexiones sobre el lenguaje vulgar y culto. La culminación de su ideal poético refiere a la capacidad de envolver el objeto o temas de su poema en una corteza de sugerentes planos verbales.